# Ambiguitate (lingvistică)
În semantică, termenul ambiguitate denumește proprietatea eventuală a unor cuvinte, forme gramaticale, construcții sintactice (sintagme, propoziții sau fraze) de a avea două sau mai multe înțelesuri. Prin urmare, ambiguitatea poate fi, în primul rând, lexicală, morfologică sau sintactică. Există și ambiguitate pragmatică, atunci când într-un enunț sunt încorporate mai multe intenții de comunicare (ex. rugăminte, promisiune, ordin etc.) .
De obicei ambiguitatea este involuntară, dar există și ambiguitate voită, cu caracter stilistic. Astfel sunt unele figuri de stil, folosite de autorii de opere literare și jurnalistice în creațiile lor, dar dintre acestea există și în mass-media, în publicitate și în limbajul curent, precum calamburul
În gramatica generativă, lingvistul american Noam Chomsky a deosebit structuri de suprafață și structuri de adâncime. Enunțurile ambigue sunt de suprafață, iar lor le corespund structuri de adâncime nonambigue. De exemplu sintagma chemarea elevului este o structură de suprafață ambiguă, căreia îi corespund structurile de adâncime „faptul că elevul cheamă” și „faptul că elevul este chemat”. Ține de competența lingvistică a vorbitorilor să înțeleagă figurile de stil bazate pe ambiguitate, iar atunci când se exprimă, să-și facă enunțurile nonambigue, adică să dezambiguizeze entitățile lingvistice ambigue prin diverse procedee lingvistice și extralingvistice.
În afară de perspectiva sincronică asupra ambiguității și a dezambiguizării, acestea pot fi privite și diacronic. O seamă de evoluții din istoria limbilor au creat cazuri de ambiguitate. În limba franceză, de exemplu, au dispărut treptat din vorbire mai multe desinențe verbale, chiar patru în unele clase de conjugare regulată, ceea ce a făcut ambigue formele verbale respective din punctul de vedere al persoanei verbului. Pentru dezambiguizarea lor, s-a generalizat în paralel, tot treptat, și a devenit obligatorie exprimarea subiectului prin cuvânt aparte, la persoanele I și a II-a prin pronume personal, la persoana a treia prin pronume sau alt cuvânt, la toate modurile și timpurile, în afară de imperativ.

## Cauze ale ambiguității
Una din cauzele ambiguității este polisemia, prin care se înțelege în general însușirea unui cuvânt de a avea mai multe sensuri în relație unul cu altul, deoarece provin dintr-un sens de bază. Polisemia produce ambiguitate lexicală, de exemplu în propoziția El este un copil bun, în care nu este clar dacă adjectivul bun exprimă o „calitate cu referire la generozitate” sau o „calitate cu referire la cumințenie”.
Altă cauză este omonimia care, în domeniul lexical, se referă de obicei la identitatea de formă a unor cuvinte cu sensuri diferite datorate originii diferite, de pildă păr (< la  pirus) „pom” și păr (< la  pilus) „podoabă capilară”. Termenul „omonimie” s-a extins și la ambiguitatea morfologică, cum este cea în cazul persoanei verbului francez amintit mai sus. Și în limba română există ambiguitate de acest fel, dar mai redusă, de exemplu la persoana a III-a singular și plural indicativ prezent a unor categorii de verbe: cântă (el/ea sau ei/ele). În domeniul sintaxei se vorbește de asemenea de omonimie, când o construcție poate avea sensuri gramaticale diferite, ex. propoziția Ion și Gheorghe se laudă, interpretabilă fie ca: „Ion se laudă pe sine și Gheorghe se laudă pe sine”, fie ca „Ion laudă pe Gheorghe și Gheorghe laudă pe Ion”.

## Procedee de ambiguizare
Ambiguitatea voită, ambiguizarea, este un procedeu stilistic. Se întâlnește deseori în creații ale literaților. Unele ambiguizări se bazează pe relații între cuvinte amintite mai sus. Astfel este calamburul bazat pe omonimie. De exemplu, în pasajul (...) niște amazoane în catrințe (...) au început a ne împroșca cu coarne, râzând și strigându-ne: Nu șuguiți, domnilor, cu coarnele, că vi se pot prinde de frunte (Vasile Alecsandri), este vorba de omonimia dintre coarne (fructe) și coarne (de animal).
Polisemia stă la baza figurii de stil numită antanaclază, folosirea în același enunț a unui cuvânt cu sensuri diferite ale sale, ex. Dar să nu uităm că suntem în Argeș și că tipărim o foaie cu douăzeci de foi (Tudor Arghezi).
Altă relație între cuvinte, paronimia, este și ea un procedeu al calamburului: (...) boii trebuie să aibă pasul asupra boierilor și feciorilor de boieri, fiindcă și ei au fost feciori de boi ieri și că astăzi sunt boi întregi (Alecsandri).
Metonimia ca figură de stil creează ambiguitate lexicală prin faptul că pe baza dependenței logice dintre doi referenți (obiecte sau concepte denotate), se folosește cuvântul corespunzător unuia pentru celălalt. De exemplu, în versul Capul i s-abate sub tăiosul fier (Dimitrie Bolintineanu), cuvântul primește prin context, pe lângă sensul „metal greu, de culoare cenușie, maleabil, ductil, cu proprietăți feromagnetice” și cel de „sabie”.
Altă figură de stil, antonomaza, poate produce, printre altele, ambiguitatea unui nume propriu. Este frecventă și în limbajul comun, fiind în istoria limbilor un mijloc de îmbogățire a lexicului. De pildă, așa s-a creat cuvântul fr  poubelle „pubelă”, de la numele lui Eugène René Poubelle (1831-1907), prefect al Parisului care a introdus în uz obiectul denumit.
Metafora produce de asemenea ambiguitate lexicală, denumind un referent cu numele altui referent, cu care prezintă o asemănare. Metafora poate fi poetică, ex. Părea că printre nouri s-a fost deschis o poartă / Prin care trece albă, regina nopții moartă (Mihai Eminescu), dar funcționează și în limbajul comun, producând în istoria limbii sintagme precum poalele muntelui.
Figura de stil numită hipalagă constă în dislocarea componentelor unei construcții și reinterpretarea în acest fel a relațiilor sale semantice. Un tip de hipalagă este plasarea unui epitet pe lângă alt determinat decât acela căruia îi este destinat, ex. drojdiile nopții uleioase (Tudor Arghezi).
Stilul indirect liber sau vorbirea indirectă liberă este de asemenea un procedeu literar sintactic, cu care se ambiguizează vocea narativă prin apropierea sau interferarea planurilor de bază ale narației, cel al autorului și cel al unui personaj. Este un procedeu frecvent pentru redarea gândurilor în monologuri interioare, ex. Văzându-se scos la selemet, l-a apucat pe Kir Ianulea un fel de groază. Ce are să facă el de-acuma, căzut în sărăcie, în necinste și-n ocară? (Ion Luca Caragiale).

## Procedee de dezambiguizare
La nivelul înțelegerii, ambiguitatea se rezolvă în general prin contextul lingvistic și cel situațional (situația de comunicare). Vorbitorul caută să evite ambiguitățile, ca să asigure înțelegerea enunțurilor sale. Dezambiguizarea se face în principal tot prin context. În unele cazuri, procedeul de dezambiguizare este încorporat în entitatea respectivă prin evoluții din istoria limbii, și vorbitorul doar îl aplică, precum în cazul amintit mai sus al conjugării în franceză. De multe ori, ambiguitățile dintr-un domeniu al limbii se dezambiguizează cu procedee din alt domeniu.

### Rezolvarea ambiguității lexicale
Ambiguitățile cauzate de polisemie se evită de obicei spontan, prin contextul lingvistic. Uneori acest context este dat de regentul cuvântului polisemic, ex. om bun, școlar bun, profesor bun, notă bună, școală bună, mobilă bună, pâine bună, recoltă bună. Alteori cuvântul se dezambiguizează prin determinantul său: ajunge acasă, ajunge medic, îi ajunge cuiva, îl ajunge pe cineva. Acest procedeu funcționează și în cazul omonimiei, ex. cer senin vs. cer o carte.
Dacă cel puțin unul din sensurile unui cuvânt are un sinonim, dezambiguizarea se poate face prin folosirea acestuia, de pildă a cuvântului oră în locul lui ceas „unitate de măsură a timpului”, astfel evitându-se confuzia cu ceas „obiect de măsurat timpul”, dacă nu se evită ambiguitatea prin context.
Uneori, pe lângă context intervine și un procedeu dezambiguizator morfologic, chiar dacă este limitat la unele forme. Exemple în română:
- forme verbale personale diferite: a acorda – acordă ajutor vs. acordează un pian;
- împrumuturi integrate cu genuri diferite: fr  batiste > batist (tip de țesătură) vs. batistă;
- împrumuturi integrate cu forme diferite de plural: bandă – bande vs. benzi;
- diferențiere prin forma de vocativ: doamne vs. domnule;
- diferențiere prin diateză: a uita vs. a se uita.

Și în limba franceză se diferențiază prin gen (marcat cu determinanți abstracți) cuvinte polisemice (le pendule (masculin) „pendulul” vs. la pendule (feminin) „ceasornicul de perete”) și omonime: le vase „vaza” vs. la vase „nămolul”.
Un procedeu sintactic de dezambiguizare, topica, este în franceză cea a unor adjective polisemice. Astfel, un vrai discours „un adevărat discurs” (propriu-zis) se opune lui un discours vrai „un discurs adevărat” (conform adevărului).
Există și dezambiguizare prin mijloace prozodice.
În limbile cu accent mobil este vorba de locul acestuia, care deosebește cuvinte polisemice și omonime omografe (cu scriere identică). Exemple:
ro  mobílă vs. móbilă, copíi vs. cópii;
en  refuse „a refuza” vs. refuse „deșeu(ri)”;
it  ancora „încă” vs. ancora „ancoră”;
ru  мyка (muka) „chin” vs. мукa (muka) „făină”.
În limba chineză din nord (mandarină) sensurile sunt de multe ori diferențiate prin tonuri diferite, ex. mā (cu ton înalt constant) „mamă” vs. má (cu ton ascendent) „cânepă” vs. mǎ (cu ton descendent-ascendent) „cal” vs. mà (cu ton brusc descendent) „a înjura, a insulta” vs. ma (fără ton) particulă interogativă. Uneori această diferențiere nu este simțită ca suficientă, și la unele cuvinte se mai adaugă o silabă: mama „cal”, zhuma „a înjura, a insulta”.
În BCMS, accentul este în același timp de intensitate și muzical, deci procedeul este prozodic (tonul vocalei accentuate) și fonetic (cantitatea vocalei accentuate): kȕpiti (accent scurt descendent) „a aduna” vs. kúpiti (accent lung ascendent) „a cumpăra”.
În limba maghiară numai cantitatea fonemului îndeplinește un asemenea rol: örült (cu ö scurt) „s-a bucurat” vs. őrült (cu ő lung) „nebun(ă)”, megy (cu gy scurt) vs. meggy (cu gy lung) „vișină”.
Ortografia este un procedeu de dezambiguizare limitat la aspectul scris al limbii. Se întâlnește mai ales în limbile cu ortografie predominant etimologică, dar și în unele cu ortografie predominant fonemică, în cazul unor omonime numai omofone (pronunțate la fel), nu și omografe, a căror scriere reflectă mai mult sau mai puțin etimoanele (cuvintele de origine). Exemple:
fr  cuvinte pronunțate [so]: sceau „sigiliu”, seau „găleată”, sot „prost”, saut „săritură”;
en  [preɪ]: pray „a se ruga” vs. prey „pradă”; [kɔːs]: course „curs” vs. coarse „aspru”;
hu  [fogjɒ]: fogja „îl/o/îi/le ține” vs. foglya „prizonierul său”.
Există și un fenomen invers, când se dezambiguizează omonime omografe prin pronunțare:
fr  les fils [le.fis] „fiii” vs. les fils [le.fil] „firele”;
en  bass [bæs] „biban” vs. [beɪs] „bas”.

### Rezolvarea ambiguității morfologice
Acest tip de ambiguitate se rezolvă în primul rând tot contextual. De exemplu formele personale identice ale verbului se dezambiguizează în vecinătatea subiectului exprimat prin cuvânt aparte: formele de persoana a III-a singular și plural prin formele subiectului (Copilul / Copiii cântă), formele de persoana I și a II-a singular printr-un context mai larg, dacă subiectul nu se cere a fi scos în evidență (Merg zilnic pe jos, sui câteva zeci de trepte).
Uneori procedeul de dezambiguizare este tot morfologic. Astfel, la persoanele I și a II-a, conjunctivul prezent se diferențiază ca formă de indicativ numai prin să ca marcă a conjunctivului. De asemenea, în unele construcții, relativ rare, forma de genitiv fiind identică cu cea de dativ, articolul genitival este cel care diferențiază cele două cazuri în exprimarea atributului substantival, ex. carte a elevului (genitiv) vs. nepot surorii mele (dativ).
Procedeul poate fi și prozodic. În limbile cu accent mobil, acesta poate dezambiguiza și forme gramaticale omografe. Exemple:
ro  adună (indicativ prezent) vs. adună (indicativ perfect simplu);
it  canto „(eu) cânt” (indicativ prezent) vs. canto „(el/ea) cântă” (perfect simplu);
ru  реки (reki) „al/a/ai/ale râului” vs. реки (reki) „râuri”.
În BCMS, acest rol poate fi îndeplinit de tipul accentului: sèla (cu accent scurt ascendent) „al/a/ai/ale satului” vs. sȅla (cu accent scurt descendent) „sate”.
În această limbă și cantitatea vocalelor neaccentuate rezolvă ambiguități morfologice: mȃjstora (cu vocale scurte) „al/a/ai/ale meșterului” vs. mȃjstōrā (cu vocale lungi) „al/a/ai/ale meșterilor”.

### Rezolvarea ambiguității sintactice
În istoria unor limbi a existat tendința de a reduce gradul de sintetism în favoarea analitismului. Aceasta s-a manifestat și prin reducerea declinării substantivului, în unele limbi parțial, în altele practic total. Consecința a fost că formele substantivului au devenit ambigue din punct de vedere sintactic, părțile de propoziție exprimate prin substantiv nemaiputând fi marcate prin desinențe cazuale. Dezambiguizarea s-a făcut treptat prin prepoziții, respectiv lipsa lor, și printr-o topică mai puțin liberă. În limbile romanice, de exemplu, topica normală a devenit subiect – predicat – complement direct. În latină enunțuri ca de exemplu Lupus est agnum și Agnum est lupus aveau același sens, „Lupul mănâncă mielul”, pentru că subiectul și complementul direct erau marcate prin desinențe diferite. În schimb, în franceză (Le loup mange l’agneau) sau în română numai cu prima topică se poate exprima acest sens, neexistând aceste desinențe. În română mai există declinare, deși redusă, astfel încât există sincretism (forme identice) la nominativ și acuzativ, pe de o parte, și la genitiv și dativ, pe de alta. Forma de nominativ–acuzativ poate fi dezambiguizată suplimentar față de o limbă ca franceza, cu prepoziția pe care se folosește în unele cazuri, ex. Strig pe Ion.
Forma cazului dativ este ambiguă în sensul cumulării valorilor „destinatar” și „beneficiar” când se exprimă, bunăoară, cu pronumele personal vă, de aceea, în registrul de limbă popular, se înlocuiește cu prepoziție + forma de nominativ–acuzativ: la / către / spre voi, respectiv pentru voi.
Ambiguitatea sintactică se poate rezolva și prin înlocuirea structurii de suprafață cu cele de adâncime corespunzătoare:
ro  L-am văzut plecând → L-am văzut când pleca și L-am văzut când plecam;
fr  Pierre aime Jacqueline autant que Claude → Pierre aime Jacqueline et Claude „Pierre îi iubește pe Jacqueline și pe Claude” și Pierre et Claude aiment Jacqueline „Pierre și Claude o iubesc pe Jacqueline”;
en  The investigation of the politician was applauded → That the politician was being investigated was applauded „Faptul că politicianul era cercetat a fost salutat” și That the politician undertook the investigation was applauded „Faptul că politicianul a pornit cercetarea a fost salutat”.
Și ambiguitatea sintactică poate fi rezolvată cu procedee prozodice.
Intonația împreună cu accentuarea disting uneori subiectul de complementul direct: Își ajută părinții (S) copiii (CD) (intonație ascendentă–descendentă cu accentul cel mai puternic, deci nivelul maxim al intonației pe ajută) vs. Își ajută părinții (CD) copiii (S) (intonație ascendentă–descendentă cu accentul cel mai puternic pe părinții).
Într-o frază cu propoziții având subiect comun, intonația și pauza arată în care dintre propoziții este subiectul: Când a venit mama, s-a bucurat de ce a văzut vs. Când a venit, mama s-a bucurat de ce a văzut.
Intonația poate deosebi sensurile unei fraze prin aceea că provoacă sau nu o ruptură (pauză) între regentă și subordonată: fr  Il n’est pas parti parce qu’il avait peur (intonație ascendentă cu nivelul maxim la pas, apoi descendentă până la sfârșitul frazei, fără pauză) „N-a plecat pentru că i-a fost frică” vs. Il n’est pas parti, parce qu’il avait peur (intonație ascendentă – pauză după parti – descendentă) „N-a plecat, pentru că i-a fost frică”.

### Rezolvarea ambiguității pragmatice
După Avram 1997, tipurile de propoziții considerate în sine se deosebesc după scopul comunicării în enunțiative și interogative, iar după afectivitate în neexclamative și exclamative, aceste tipuri putându-se combina în cazul aceleiași propoziții. Forma unei propoziții poate fi aceeași, indiferent de aceste tipuri. O asemenea ambiguitate se rezolvă prin situația de comunicare și procedee lingvistice (prozodice), anume intonația și intensitatea accentuării, eventual cu participarea unor mijloace extralingvistice, precum gesturile și mimica, ce țin de limbajul corporal. Exemplu:
- El știe tot. – propoziție enunțiativă neexclamativă;
- El știe tot? – propoziție interogativă neexclamativă;
- El știe tot! – propoziție enunțiativă exclamativă;
- El știe tot?! – propoziție interogativă exclamativă.

În afară de aceste scopuri comunicative, orice propoziție poate avea mai multe sensuri pragmatice, de pildă o propoziție interogativă precum fr  Tu n’as pas acheté de chocolat ? „N-ai cumpărat ciocolată?” poate fi neutră sau să exprime și mirare sau decepție. Și o propoziție enunțiativă, cum este Je n’ai pas encore terminé „Încă n-am terminat” poate implica: „Lăsați-mă să vorbesc”, „Din păcate n-am reușit să termin”, „Crezi că e ușor?”, „Mă tem că mai am mult de lucru”, „E mai greu decât credeam”, „Durează cât durează, așteptați!” etc. Și această ambiguitate se poate rezolva prin situația de comunicare, mijloace prozodice și limbaj corporal.
Propozițiile sunt de mai multe tipuri și după conținut, care se combină cu tipurile de mai sus. Fiecare tip exprimă o modalitate de bază, adică componenta principală a atitudinii vorbitorului față de conținutul propoziției. Acest rol îi revine modului verbal, dacă corespunde cu tipul propoziției. În română:
- propoziție reală – indicativ;
- propoziție optativă – condițional-optativ;
- propoziție potențială – tot condițional-optativ;
- propoziție dubitativă – prezumtiv;
- propoziție imperativă – imperativ.

Există totuși interferențe între moduri, ele putând exprima și modalități nespecifice lor, ci altor moduri, interferențe la care participă și modurile nepredicative (gerunziul, participiul și supinul). De exemplu imperativul se poate înlocui cu alte moduri: Să pleci imediat! (conjunctiv); Pleci imediat! (indicativ); A nu se călca pe iarbă! (infinitiv); De învățat până mâine toată poezia! (supin). Astfel, verbul la un anumit mod poate fi ambiguu din punctul de vedere al conținutului modal exprimat, ceea ce se rezolvă în aceste exemple prin procedeele prozodice și extralingvistice specifice propoziției la imperativ.